# 巨暹羅鯉
巨暹罗鲤（学名：Catlocarpio siamensis）是现存鲤科鱼类中个体最大的品种，这种稀罕的巨型鱼类只存在于泰国境内的湄公河河段。由于其在的原产地是著名的食用鱼，故野生资源受到极大威胁，种群数量严重减少，2011年更被列入極危物種。
种加名 siamensis 意为“暹罗的”。

## 生活习性
巨暹罗鲤常被见于大河流旁的大型池潭中，但会季节性的进入渠道，泛滥区域，沼泽中，小巨暹罗鲤常见于小溪，沼泽，但也会生活在渠道，池潭中。
这种稀有的鱼类，在一年中的不同时段去繁殖，进食。这种游动缓慢的鱼类以珊瑚，水藻，红树林的水果为食，极少以活物喂食（如果可能的话）。在湄公河河底，小巨暹罗鲤在十月为主要存在的鱼群。

## 生物特征
鱼头显得巨大，没有鱼须。
巨暹罗鲤在淡水鱼中为最大之一，也具可能为为最大的鲤科鱼类。少数个体在1.5米以下，45千克。大型的可达3米长，重有300千克。鯉科中只有黃鰭結魚能与之相比，但是大型的黃鰭結魚只在百年前有过此记录。

## 經濟利用
為重要的食用魚及養殖魚類。

## 外部連結
- 《國家地理》雜誌的圖片 （页面存档备份，存于）